# Leptoeme malawiensis
Leptoeme malawiensis là một loài bọ cánh cứng trong họ Cerambycidae.